# Vázsonyi Endre (író)
Vázsonyi Endre (Budapest, 1906. január 6. – Bloomington, Indiana, 1986. december 7.) újságíró, műfordító, kritikus, tárcaíró, Dégh Linda etnográfus férje.

## Életpályája
Budapest VI. kerületében született Vázsonyi Jenő (1864–1940) államvasúti mérnök és Faludi Hermin (1877–1931) gyermekeként zsidó családban. Apai nagyszülei Weiszfeld Adolf és Engel Katalin, anyai nagyszülei Faludi (Waltersdorf) Gábor magánzó és Lőwy Jozefin voltak. Budapesten jogot végzett, majd újságíró lett. 1926–1941 között Az Ujság című napilap színházi kritikusa, tárca- és vezércikkírója volt. 1945-ben rövid ideig a Szabadság című napilap munkatársa volt, majd 1948-ig Budapest Székesfőváros Irodalmi Intézetének igazgatója. 1948-49-ben a Franklin Kiadót vezette. 1954-től 1964-ig a Móra Ferenc Ifjúsági Könyvkiadónál dolgozott. 1964-ben feleségével együtt az Egyesült Államokban telepedett le. Bloomingtonban az Indiana Egyetemen nyelvészeti tudományos kutató és tanszékvezető-helyettes volt. 1980-tól újra publikált hazai folyóiratokban. 
Az ötvenes években francia irodalomból fordított, és több fordításkötete jelent meg.

## Művei
- Piroska (kisregény, Budapest, 1955)
- Az ezeregy nap legszebb meséi (fordítás, Budapest, 1961)
- Rémusz bácsi meséi (népmesegyűjtemény, fordítás, Budapest, 1963)
- Fortélyos mester királysága (meseregény, Budapest, 1964)
- Cédula a szivarzsebben (emlékek, elbeszélések, Budapest, 1989)